# Video vertical
El vídeo vertical es un formato de vídeo creado mediante las cámaras u ordenadores con el objetivo de crear una visualización vertical donde se produce una imagen más alta que ancha a diferencia del formato horizontal normalizado por el cine y la televisión para coincidir con el plano de la vista.
Este formato de vídeo es rechazado por gran parte del público y en especial para los creadores de videojuegos, publicistas o creadores de contenido de agencias, puesto que consideran que no se ajusta a la relación de aspecto establecidos como puede ser la televisión, el cine, o las nuevas formas de reproducción de contenido audiovisual como YouTube, Vimeo o Filmin. Pero, gracias a la popularización de nuevas aplicaciones como Snapchat, Instagram o Periscope, que utilizan este formato más familiarizado con los teléfonos inteligentes, han provocado un aumento en la creación de vídeos con este formato vertical.

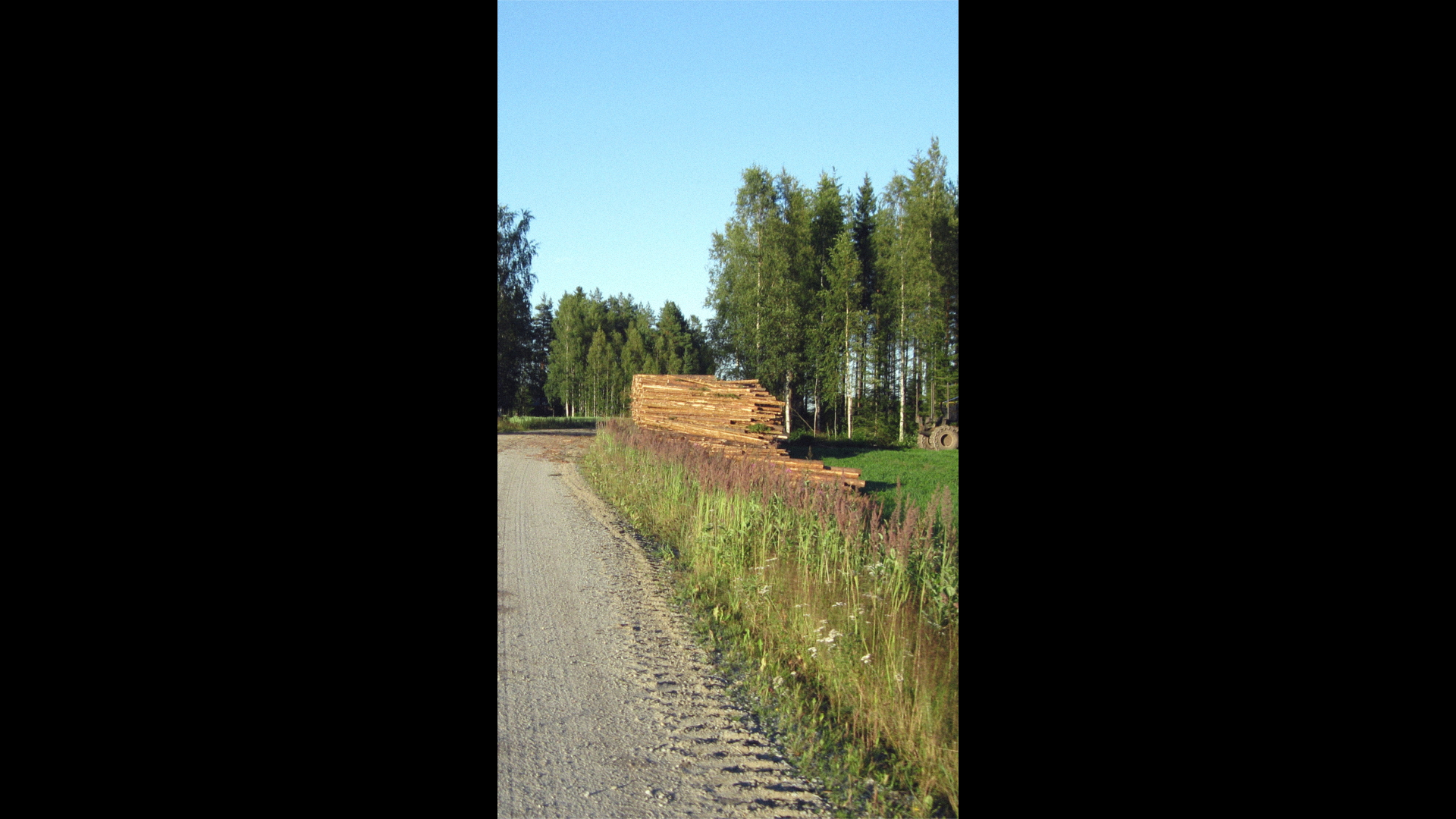
Ejemplo proporciones de vídeo vertical

## Historia
La realización cinematográfica vertical tiene raíces estéticas que se remontan a los frescos altos y vitrales de iglesias cristianas. Tomando nota de que el nuevo arte cinematográfico había asumido las viejas restricciones del prosceno teatral, el 17 de septiembre de 1930, el cineasta y teórico ruso Sergei Eisenstein se dirigió a la sección de técnicos de la Academia de las Artes y las Ciencias cinematográficas en Hollywood, pidiendo una pantalla cinematográfica de variable relación de aspecto (un "cuadrado dinámico"), que podría hacer frente a cualquier formato compositivo que seleccionara el cineasta, incluyendo un encuadre vertical. Su propuesta fue rechazada y se incorporó un formato de pantalla estandarizado en una nueva proporción de la academia y la cinematografía vertical se ha mantenido mayoritariamente limitada a artistas experimentales del movimiento Expanded Cine, que floreció durante los años 1960 y 70.
El video musical de "Pray For Me Brother - AR Rahman" del cineasta Bharatbala es el primero al ser grabado en formado cinemascope móvil. Esto se hizo en 2007 y tuvieron que rotar la cámara 90 grados para disparar, que a su vez era estresante para el director de fotografía Mufti Tassaduq Hussain. La grabación se hizo en Los Ángeles.
El año 2013, una serie de cineastas independientes y videodifusores habían hecho el salto creativo a formatos verticales para películas narrativas a pesar de las limitaciones para usar aparatos de captura y proyección profesionales en orientación vertical. El primer festival de películas de alta definición, "Vertical Cine" de Sonic Acts, se proyectó al Kontraste Dark As Light Festival en Austria el octubre de 2013, mientras que la primera competición abierta del mundo para la película vertical & vídeo, el Festival de Cine Vertical se celebró un año más tarde a Katoomba, Nueva Gales del Sur, Australia. Ambas organizaciones se proyectan en pantallas verticales de gran formato en salas de techo adecuadamente altas, pero también ha habido varias iniciativas en línea para estimular los cineastas a explorar el potencial creativo del marco vertical, así como grupos y canales dedicados a Vimeo. Exposiciones similares tuvieron lugar en marzo de 2015 a South by Southwest en Austin, Texas y en noviembre de 2016 al festival Vertifilms de Praga.

## Popularización del vídeo vertical
Este nuevo formato de vídeo se ha presentado como un auténtico reto para los editores de vídeo, este paso de horizontal a vertical ha hecho innovar un nuevo estilo de edición y un nuevo estilo de grabación.
Mary Meeker, socio de la compañía de capital riesgo de Silicon Valley, Kleiner Perkins Caufield & Byers, destacó el crecimiento de la visualización de vídeo vertical en su Informe de Tendencias de Internet de 2015, que pasó del 5 % de la visualización de vídeo el 2010 al 29 % en 2015. Anuncios de vídeo verticales como Los Snapchat's son vistos en su totalidad nueve veces más que los anuncios de vídeo en paisajes. Snapchat, DMG Media y WPP plc formaron una agencia de marketing de contenido denominada Truffle Pig el junio de 2015 que se centraría a crear contenido para pantallas verticales.
Este nuevo formato ha aprovechado la llegada de los teléfonos inteligentes donde la mayoría de usuarios hacen un uso de ellos en vertical. Un informe de MOVR (Mobile Overview Report), constató que utilizamos el móvil de forma vertical un 94 % de las veces y han confirmado que el formato horizontal se consume en formato vertical cada vez más, un 5 % en 2010 contra el 30 % actual.

## Influencia de las redes sociales
Las redes sociales han jugado un papel fundamental en este aumento del vídeo vertical. Son ya muchas las redes que usan esta verticalidad como formato en sus aplicaciones. A finales de 2010, muchas plataformas de vídeo en línea empezaron a alcanzar el uso del vídeo vertical debido al creciente uso de los dispositivos móviles. Snapchat fue una de las primeras aplicaciones al hacer este formato su marca personal donde los diferentes usuarios usaban sus móviles para grabar vídeos de poca duración.
El año 2015, el vídeo vertical fue apoyado rápidamente por muchas plataformas sociales importantes, como por ejemplo Facebook y Twitter. YouTube introdujo un formato de visualización de vídeo vertical compatible con pantallas móviles para Android el 2015; el nuevo formato se lanzó a todos los dispositivos móviles dos años después. Cada vez más los artistas usan el vídeo vertical a los vídeos de la plataforma de YouTube.
Instagram actualmente está apostando muy fuerte con el vídeo vertical, el 2018, lanzó una aplicación de vídeo vertical llamada IGTV (Instagram televisión). El marzo de 2018, la compañía de streaming de medios Netflix anunció la introducción de visualizaciones verticales de 30 segundos de espectáculos y películas a su plataforma; la compañía también citó el uso de dispositivos móviles como inspiración.